# Isadora
Isadora 是一款专有图形程序设计环境，适用于MacOS和Microsoft Windows两种系统。Isadora着重于数字视频的实时操作。它于2002年首次发布。现已支持OSC和MIDI、Serial、TCP/IP、NDI、Syphon。Isadora由马克·康尼格里奥所设计。